# Круглов Веанір Іванович
Веані́р Іва́нович Кругло́в (нар. 18 вересня 1936, Перм — пом. 2015) — український артист балету, Заслужений артист РРФСР (1962), Народний артист УРСР (1967).

## Життєпис
1956 року закінчив Пермське хореографічне училище, клас Юлія Плахта. Працював артистом Свердловського театру опери та балету. Протягом 1963—1976 років — соліст, з 1976 по 2011-й — педагог-репетитор, Київський театр опери та балету.
Майстерно виконував головні партії героїко-романтичного плану в балетах Чайковського, Адана, Мінкуса. Здійснював сольні та в складі групи виступи у Австралії, Великій Британії, Італії, Канаді, Норвегії, Португалії, Румунії, Сингапурі, Фінляндії, Франції, Швеції, Японії.

### Партії
- Степан, «Лілея» К. Данькевича,
- Мольфар, «Тіні забутих предків» В. Кирейка,
- Лукаш, «Лісова пісня» М. Скорульського,
- Зигфрід, Дезіре, «Лебедине озеро», «Спляча красуня» П. Чайковського,
- Жан де Брієн, «Раймонда» О. Глазунова,
- Бахрам, «Сім красунь» К. Караєва,
- Фрондосо, «Лауренсія» О. Крейна,
- Алі-батир, «Шурале» Ф. Ярулліна,
- Спартак, «Спартак»), А. Хачатуряна,
- Базиль, Солор, «Дон Кіхот», «Баядерка» Л. Мінкуса,
- Альберт, Конрад, «Жізель», «Корсар» А. Адана,
- Дафніс, «Дафніс і Хлоя» М. Равеля,
- Петро, «Серце Маріки», Б. Мошкова.